# Ixos
Ixos es un género de aves paseriformes perteneciente a la familia Pycnonotidae.

## Especies
Contiene las siguientes especies:
- Ixos nicobariensis – bulbul de Nicobar;
- Ixos mcclellandii – bulbul de McClelland;
- Ixos malaccensis – bulbul malayo;
- Ixos virescens – bulbul de Sumatra.